# Charlot ladro
Charlot ladro (Police) è un cortometraggio del 1916 interpretato e diretto da Charlie Chaplin.

## Trama
Charlot viene rimesso in libertà e appena varcati i cancelli del carcere sbriga velocemente l'inventario delle sue risorse finanziarie, ridotte ad una solitaria banconota, mentre un pastore predicatore gli si avvicina e, Scritture alla mano, gli indica la retta via della redenzione. Profondamente commosso dal sermone e fermamente deciso a rigare dritto, resiste alla tentazione di alleggerire dell'orologio e degli spiccioli un ubriaco all'angolo della strada, ma dopo pochi passi scopre di essere stato derubato a sua volta della banconota e avrà conferma dei suoi sospetti vedendo il predicatore perquisire l'ubriaco e impossessarsi dei suoi miseri beni. Girato l'angolo, un altro uomo di preghiera, questa volta vero, lo avvicina, ma Charlot lo farà fuggire a gambe levate.
Trovandosi del tutto senza soldi, non riesce neppure ad entrare in uno squallido dormitorio pubblico, in cui passare la notte tra un colorito campionario di derelitti al costo di 10 centesimi. Poco dopo, per strada, un malvivente aggredisce Charlot alle spalle, ma Charlot riconosce in lui un ex compagno di galera. Questi lo coinvolge subito nel suo piano per svaligiare un'abitazione. Anima candida e ingenua Charlot deve essere istruito e assistito durante la losca operazione ma finisce col provocare tanto rumore da svegliare la giovane figlia della padrona di casa che telefona alla centrale di polizia. Scoperta dai due, per trattenerli fino all'arrivo della volante (che tanto volante non è), li invita a consumare uno spuntino. Il delinquente vero non si lascia distrarre e vorrebbe estendere la sua ispezione alle altre camere, dove sospetta siano custoditi i gioielli e i beni della famiglia, ma è trattenuto dalla ragazza che vuole risparmiare all'anziana madre dormiente le conseguenze di un probabile spavento. Il delinquente non esiterebbe ad alzare le mani su di lei se Charlot non si frapponesse in difesa della ragazza. La volante è per strada mentre i due si azzuffano. Quando finalmente i poliziotti, stabilito con puntigliosità l'ordine di precedenza in base al grado, fanno irruzione nell'abitazione, si apprestano ad immobilizzare Charlot. L'altro delinquente intanto è fuggito, rincorso da un primo poliziotto che aveva visto lui e Charlot scassinare la porta della casa e che loro avevano tramortito. La ragazza indica Charlot come legittimo marito ai poliziotti, salvandolo dal finire certamente in galera. Ristabilita la calma, nel congedarlo, gli fa anche dono di qualche dollaro e di un sorriso. Con il cuore colmo di gioia e innalzando lodi al creato, il vagabondo s'incammina lungo la strada solitaria pronto ad affrontare nuove avventure ma la sagoma di un poliziotto compare da lontano e con una brusca inversione di marcia l'omino si allontana saltellando nella direzione opposta.

## Produzione
Il film fu prodotto dalla Essanay Film Manufacturing Company.

## Distribuzione
Distribuito dalla General Film Company, il film - un cortometraggio in due bobine - uscì nelle sale cinematografiche USA il 27 maggio 1916.